# Stade français (volley-ball masculin)
Pour les articles homonymes, voir Stade français (homonymie).
Cet article traite du club de volley-ball masculin. Pour l'article sur le club de volley-ball féminin, voir Union Stade français-Saint-Cloud Paris.
Maillots
Le Stade français est un club de Volley-Ball parisien.

## Palmarès
- Championnat de France (8)
  - Vainqueur : 1945, 1952, 1953, 1957, 1958, 1960, 1961, 1974
  - Finaliste : 1973

## Joueurs célèbres ou marquants
- François Dujardin
- Bernard Cohen
- Hervé Mazzon
- SOUVERVILLE Alain